# Brusnica Mala (Odžak)
Pour les articles homonymes, voir Brusnica Mala.
Brusnica Mala (en serbe cyrillique : Брусница Мала) est un village de Bosnie-Herzégovine. Il est situé dans la municipalité d'Odžak, dans le canton de la Posavina et dans la fédération de Bosnie-et-Herzégovine. Selon les premiers résultats du recensement bosnien de 2013, il compte 127 habitants.
Avant la guerre de Bosnie-Herzégovine, le village faisait entièrement partie de la municipalité de Bosanski Brod (aujourd'hui : Brod) ; après la guerre son territoire a été partiellement rattaché la municipalité d'Odžak intégrée à la fédération de Bosnie-et-Herzégovine.

## Démographie

### Évolution historique de la population
| 1948 | 1953 | 1961 | 1971 | 1981 | 1991 | 2013 |
| ---- | ---- | ---- | ---- | ---- | ---- | ---- |
| -    | -    | 590  | 578  | 476  | 449  | 127  |

|  |